# Chaînon Selamiut
Le chaînon Selamiut (en anglais Selamiut Range) est un chaînon montagneux des monts Torngat qui, à leur tour, font partie de la section méridionale du système montagneux de la cordillère Arctique. Les monts Torngat se situent à l'extrémité nord-est de la péninsule du Québec-Labrador. La chaîne de montagnes s'étire du nord au sud entre la baie d'Ungava à l'ouest et la mer du Labrador à l'est.

## Toponymie
Selamiut signifie littéralement « habitants du ciel » en inuktitut, mais est utilisé par les Inuits pour désigner les aurores boréales, qu'ils croient être les esprits dansants des morts.

## Géographie

### Situation
Le chaînon Selamiut se situe au sud du fjord Nachvak, l'un des plus longs de la côte très découpée du Labrador. Il s'étire sur une trentaine de kilomètres du nord au sud.
Le chaînon Selamiut se trouve principalement au Labrador dans le territoire autonome du Nunatsiavut, sur le bassin versant de la mer du Labrador, la partie sud-ouest se situant au Québec drainée par le bassin de la rivière Koroc qui s'enfonce loin vers l'est dans le Labrador et se déverse dans la baie d'Ungava. Le mont D'Iberville se situe sur la frontière entre le Québec et Terre-Neuve-et-Labrador.

### Topographie
Le chaînon Selamiut contient les plus hauts sommets des monts Torngat et de l'Est du Canada au sud de l'île de Baffin.
Le mont D'Iberville (nommé Mount Caubvick à Terre-Neuve-et-Labrador) est le point culminant du massif avec 1 652 mètres d'altitude. Il est suivi de Torngarsoak Mountain avec 1 595 mètres d'altitude.
Le fjord Nachvak et les vallées glaciaires en auge sont très encaissés, bordés par d'abruptes parois rocheuses avec un important dénivelé. Le cœur du chaînon Selamiut est entaillé par le bras Tallek, et la vallée de la rivière Palmer d'une part, et la rivière Ivitab Konga (anciennement rivière McCornick) se jetant dans l'Ivitak Cove d'autre part.
Le chaînon Selamiut est très accidenté. Les sommets des monts Torngat sont stériles, étant loin au nord de la forêt boréale de l'est, mais ont un paysage austère et désolé qui est accentué par le temps instable. La plupart des principaux sommets comportent de hautes falaises dominant des cirques glaciaires avec la présence de glaciers importants au pied des faces nord et de névés dans les autres cirques.

## Histoire
Avant 1971, Cirque Mountain était considérée comme la plus élevée du Labrador. Cela était basé sur une mesure faite par Arthur Philemon Coleman, qui a réalisé la première ascension en 1916. Cependant, en 1971, des photographies aériennes ont montré que la montagne ne faisait que 1 568 mètres d'altitude et montraient deux pics plus élevés, tous deux à 1 585 mètres d'altitude.
De 1971 à 1979, Torngarsoak Mountain fut à son tour considérée comme la montagne la plus élevée du Labrador, en raison d'erreurs dans la cartographie topographique.

## Activités

### Ascension
L'accès aux sommets des monts Torngat est difficile en raison de leur isolement et de la courte saison d'escalade. La plupart des ascensions se concentrant sur le mont D'Iberville étant le point culminant régional, les ascensions des autres sommets des monts Torngat sont très rares.

### Protection environnementale
Les monts Torngat au Labrador sont inclus dans le parc national des Monts-Torngat d'une superficie de 9 700 km2. Créé le 14 février 2008, il s'agit du plus récent parc national au Canada. Ce parc a pour but de protéger un élément représentatif de la région naturelle des montagnes du Labrador du Nord.
En raison de la latitude, les reliefs sont couverts de neige la majeure partie de l'année, avec présence de névés et de glaciers sur les sommets.